# Tuchyňa
Tuchyňa es un municipio situado en el distrito de Ilava, en la región de Trenčín, Eslovaquia. Tiene una población estimada, en septiembre de 2023, de 861 habitantes.
Está ubicado al norte de la región, cerca del río Váh (cuenca hidrográfica del río Danubio) y de la frontera con la República Checa.

## Demografía
| Año        | 1994 | 2004    | 2014 | 2024     |
| ---------- | ---- | ------- | ---- | -------- |
| Población  | 742  | 779     | 779  | 866      |
| Diferencia |      | +4,98 % | +0 % | +11,16 % |

| Año        | 2023 | 2024    |
| ---------- | ---- | ------- |
| Población  | 862  | 866     |
| Diferencia |      | +0,46 % |